# اداره فرانسوی حمایت از پناهندگان و افراد بدون تابعیت (اوفپرا)
اداره فرانسوی حمایت از پناهندگان و افراد بدون تابعیت (به فرانسویی اوفپرا | Ofpra) یک نهاد عمومی اداری تحت نظارت وزارت کشور فرانسه است که بر اساس مصوبه ۲۵ نوامبر ۲۰۱۰ تأسیس شده است. این نهاد مسئول اجرای مقررات مربوط به شناسایی وضعیت پناهندگی، افراد بدون تابعیت و اعطای حمایت تکمیلی در فرانسه است، به ویژه کنوانسیون ژنو ۲۸ ژوئیه ۱۹۵۱ در مورد وضعیت پناهندگان و کنوانسیون نیویورک ۲۸ سپتامبر ۱۹۵۴ در مورد وضعیت افراد بدون تابعیت.

## تاریخچه
در اول اکتبر ۱۹۵۰، پیش‌نویسی برای تأسیس اداره‌ای تحت عنوان «اداره پناهندگان و افراد بدون تابعیت» ارائه شد که دفاتر آن در ساختمان سفارت سابق ژاپن در خیابان اوش مستقر گردید و ژاک پیژونو به عنوان مدیر آن منصوب شد. فعالیت‌های این اداره تا ۲۸ آوریل ۱۹۵۱ ادامه یافت و سپس به دلیل کمبود بودجه متوقف شد. یک سال بعد، اداره جدیدی تحت قانون شماره ۵۲-۸۹۳ مورخ ۲۵ ژوئیه ۱۹۵۲ با عنوان «اداره فرانسوی حمایت از پناهندگان و افراد بدون تابعیت» (OFPRA) تأسیس شد. این نهاد یک مؤسسه عمومی اداری مستقل تحت نظارت وزارت امور خارجه بود که در سال ۱۹۵۲ با ۷۴ کارمند آغاز به کار کرد و بخشی از پرسنل آن از نهادهای قدیمی حمایت از پناهندگان و نیز افرادی از خود پناهندگان تشکیل شده بود.

## مأموریت‌های اصلی اوفپرا
این اداره دو وظیفه اساسی داشت:
- شناسایی وضعیت پناهندگی یا بی‌تابعیتی برای افرادی که شرایط قانونی را داشتند. در دو دهه اول، درخواست‌های بسیاری از جمله از اسپانیایی‌هایی که در ۱۹۳۹ به فرانسه آمده بودند ولی هنوز درخواست پناهندگی نکرده بودند، یا افرادی که در طول جنگ آواره شده بودند، دریافت شد. همچنین موج جدیدی از درخواست‌ها از اروپای شرقی (مانند مجارستانی‌های فراری پس از کودتای پراگ در ۱۹۴۸ یا حمله شوروی در ۱۹۵۶، و لهستانی‌ها پس از موج ضدیهودی پس از اعتراضات دانشجویی ۱۹۶۸) به ثبت رسید. در آن زمان، تقریباً تمام پناهندگان به‌رسمیت‌شناخته‌شده اروپایی بودند، زیرا فرانسه تا سال ۱۹۵۴ کنوانسیون ژنو را با محدودیت جغرافیایی (فقط برای رویدادهای اروپایی) پذیرفته بود. هرچند کنوانسیون نیویورک درباره بی‌تابعیتی در ۱۹۵۴ تصویب و در ۱۹۶۰ توسط فرانسه ratified شد، OFPRA از همان ابتدا به بسیاری از افراد بدون تابعیت، وضعیت قانونی اعطا کرد.

- صدور مدارک سجل احوال برای پناهندگان و افراد بدون تابعیت که به دلیل وضعیت خود نمی‌توانستند به مقامات کشور مبدأ مراجعه کنند. این وظیفه به‌ویژه به دلیل میراث ۳۵۰٬۰۰۰ پناهنده و بی‌تابعیت از دوره‌های قبل که از سپتامبر ۱۹۵۲ تحت پوشش OFPRA قرار گرفتند، اهمیت ویژه‌ای داشت.

### تحولات دهه ۱۹۷۰
جهانی‌شدن پناهندگی
با افزایش کشورهای مستقل پس از استعمارزدایی، سازمان ملل متحد تلاش کرد تا چارچوب پناهندگی را به کل جهان تعمیم دهد. در ۱۹۶۷، پروتکل نیویورک (معروف به «بلاجیو») محدودیت‌های جغرافیایی و زمانی کنوانسیون ۱۹۵۱ را لغو کرد و فرانسه در ۱۹۷۱ آن را تصویب نمود. از این پس، شهروندان غیراروپایی نیز می‌توانستند برای رویدادهای پس از ۱۹۵۱ درخواست پناهندگی دهند. این تغییر، پناهندگی را از چارچوب ایدئولوژیک پس از جنگ جهانی خارج کرد. در سال‌های بعد، درگیری‌های شرق و غرب و بهبود ارتباطات، باعث افزایش درخواست‌ها از سراسر جهان شد. دهه ۱۹۷۰ را می‌توان دوره «جهانی‌شدن پناهندگی» نامید.

### مامویت های اوفپرا
- بررسی درخواست‌های حمایت بین‌المللی (شناسایی وضعیت پناهندگی، افراد بدون تابعیت یا دریافت‌کنندگان حمایت تکمیلی)؛
- ارائه حمایت حقوقی و اداری به پناهندگان رسمی، افراد بدون تابعیت رسمی و دریافت‌کنندگان حمایت تکمیلی؛
- ارائه مشاوره در چارچوب فرآیند درخواست پناهندگی در مرز. این نهاد نظر خود را درباره موجه بودن یا نبودن درخواست ورود به خاک فرانسه به عنوان پناهجو به وزیر کشور ارائه می‌دهد.

دفتر مرکزی اوفپرا در فونتنه‌سو‌بوآ (وال-دو-مرن) واقع شده است و تمام درخواست‌های پناهندگی ثبت‌شده در فرانسه متروپولیتن  در این محل بررسی می‌شوند. یک شعبۀ قبلی در گوادلوپ، اکنون در کاین (گویان فرانسه) مستقر است و درخواست‌های ثبت‌شده در گویان را رسیدگی می‌کند. در اکتبر ۲۰۲۲، اوفپرا یک شعبه دیگر نیز در مایوت افتتاح کرد.

## موج‌های جدید پناهندگان

### آمریکای لاتین
شیلیایی‌ها پس از کودتای ۱۹۷۳ علیه سالوادور آلنده.

### جنوب شرق آسیا
ویتنامی‌ها، لائوسی‌ها و کامبوجی‌ها (کشتی‌نشینان) پس از سقوط سایگون و پنوم‌پن در ۱۹۷۵.

### سایر مناطق
هائیتی‌ها، سری‌لانکایی‌ها، ترک‌ها، ایرانی‌ها، زئیری‌ها (کنگویی‌ها) و مالیایی‌ها.

### پس از فروپاشی دیوار برلین (۱۹۸۹)
اگرچه سقوط رژیم‌های کمونیستی اروپای شرقی به برخی آزارها پایان داد، اما درگیری‌های جدیدی مانند جنگ‌های یوگسلاوی سابق و قره‌باغ باعث فرار صرب‌ها، آذری‌ها و ارمنی‌ها شد. در سایر نقاط جهان، نسل‌کشی رواندا (۱۹۹۴) و وضعیت الجزایر در دهه ۱۹۹۰ نیز موج جدیدی از پناهندگان را به فرانسه کشاند.

## دلایل جدید پناهندگی از دهه ۱۹۹۰
جنسیت: مانند ترس از ختنه زنان یا آزارهای جنسیتی.
قاچاق انسان و گرایش جنسی.
قانون دسامبر ۲۰۰۳ و دستورالعمل اتحادیه اروپا («تأهل») این موارد را به عنوان مبنای جدید برای حمایت به رسمیت شناختند. همچنین، «پناهندگی سرزمینی» لغو و با «حمایت تکمیلی» جایگزین شد.

## گسترش وظایف OFPRA
از ۲۰۰۴، این اداره مسئول بررسی درخواست‌های پناهندگی در مرزها نیز شد.

## انتقادات اخیر
در اوت ۲۰۲۰، مدیاپار گزارش داد که تأخیرهای طولانی در رسیدگی به برخی پرونده‌ها (از جمله متهمان به نسل‌کشی در رواندا) باعث شده است این افراد بدون پیگرد در فرانسه بمانند.